# Torneo de Pune
El Torneo de Pune, oficialmente Tata Open Maharashtra, es un torneo oficial de tenis de la ATP que se realiza en Pune, India. Se lleva a cabo desde 2018 y se juega sobre pistas duras al aire libre, siendo de categoría ATP 250.
El 12 de junio de 2023, la ATP anunció la reubicación del torneo a la región administrativa de Hong Kong luego de que el Consejo ATP aprobase el movimiento de IMG, dueño del torneo.

## Palmarés

### Individual masculino
| Año  | Campeón                                  | Subcampeón                               | Resultado                                |
| ---- | ---------------------------------------- | ---------------------------------------- | ---------------------------------------- |
| 2018 | Gilles Simon                             | Kevin Anderson                           | 7-6(4), 6-2                              |
| 2019 | Kevin Anderson                           | Ivo Karlović                             | 7-6(4), 6-7(2), 7-6(5)                   |
| 2020 | Jiří Veselý                              | Egor Gerasimov                           | 7-6(2), 5-7, 6-3                         |
| 2021 | No disputado por la pandemia de COVID-19 | No disputado por la pandemia de COVID-19 | No disputado por la pandemia de COVID-19 |
| 2022 | João Sousa                               | Emil Ruusuvuori                          | 7-6(9), 4-6, 6-1                         |
| 2023 | Tallon Griekspoor                        | Benjamin Bonzi                           | 4-6, 7-5, 6-3                            |

### Dobles masculino
| Año  | Campeones                                | Subcampeones                             | Resultado                                |
| ---- | ---------------------------------------- | ---------------------------------------- | ---------------------------------------- |
| 2018 | Robin Haase Matwé Middelkoop             | Pierre-Hugues Herbert Gilles Simon       | 7-6(5), 7-6(5)                           |
| 2019 | Rohan Bopanna Divij Sharan               | Luke Bambridge Jonny O'Mara              | 6-3, 6-4                                 |
| 2020 | André Göransson Christopher Rungkat      | Jonathan Erlich Andrei Vasilevski        | 6-2, 3-6, [10-8]                         |
| 2021 | No disputado por la pandemia de COVID-19 | No disputado por la pandemia de COVID-19 | No disputado por la pandemia de COVID-19 |
| 2022 | Rohan Bopanna Ramkumar Ramanathan        | Luke Saville John-Patrick Smith          | 6-7(10), 6-3, [10-6]                     |
| 2023 | Sander Gillé Joran Vliegen               | N. Sriram Balaji Jeevan Nedunchezhiyan   | 6-4, 6-4                                 |